# Béjaïa (stad)
Béjaïa, Bgayet, Vgaiet of Bougie is een stad in Kabylië in Algerije. Béjaïa is de hoofdstad van het departement Béjaïa. Departementen worden in het Arabisch met Wilaya aangeduid. De stad telde 177.988 inwoners bij de volkstelling van 2008 en is daarmee een van de grootste Berbertalige steden van Algerije.
Het was van 1091 tot 1151 de hoofdstad van het rijk van de Hammadiden.
Bougie, het Franse woord voor kaars, is afgeleid van de naam van deze stad.
De stad is bewoond sinds het paleolithicum. De neolithische overblijfselen die in de regio zijn gevonden, maken deel uit van de Ibéromaurusische cultuur. De stad wordt in historische bronnen vermeld vanaf de 5e eeuw v.Chr. als onderdeel van de Libische wereld. Dankzij de maritieme handel werd de stad beïnvloed door een Fenicische handelspost, waardoor ze bekend werd onder de naam Salda en later, in de Romeinse tijd, als Saldae. Ze werd de hoofdstad van het Vandalenrijk voordat ze in de 8e eeuw werd geïslamiseerd. De stad werd in 708 door de Arabieren ingenomen en in de 10e eeuw vermeld door de Andalusische geograaf Abū ʿUbayd al-Bakrī, die sprak over een belangrijke aanwezigheid van Andalusiërs.
Onder de Berberdynastie van de Hammadiden in de 11e eeuw werd de stad een prestigieuze hoofdstad en een religieus, commercieel en wetenschappelijk centrum van de Middellandse Zee. De Hammadiden maakten er hun hoofdstad van in plaats van de Qala'a van de Beni Hammad. Na een Almohadisch intermezzo werd ze opnieuw de hoofdstad van een tak van de Hafsiden en later de zetel van een onafhankelijk sultanaat.
Béjaïa stond in Europa bekend om de kwaliteit van haar bijenwaskaarsen, waaraan ze haar naam gaf: "bougies." De stad speelde ook een belangrijke rol in de verspreiding van Arabische cijfers en wiskundige kennis in het Westen. Tijdens de middeleeuwen studeerden geleerden zoals Raymond Lulle, Leonardo Fibonacci en Ibn Khaldun er.
Na een geleidelijke achteruitgang vanaf de 15e eeuw, mede door veranderingen in de wereldhandel, werd Béjaïa in 1510 door de Spanjaarden veroverd, wat haar verval versnelde. Dit zette zich voort na de herovering door de Regentie van Algiers in 1555. De stad verloor haar wetenschappelijke en intellectuele uitstraling; haar grote onderwijsinstellingen verdwenen, net als haar vooraanstaande geleerden, die zich elders in de Maghreb en het Midden-Oosten vestigden. Alleen het gedecentraliseerde theologische instituut van de zaouïa's bleef bestaan. Op de schaal van Centraal-Maghreb werd Béjaïa overschaduwd door Algiers, dat de zetel van de politieke macht en de marine werd. Toch behield ze enige faam door haar religieuze mystici en de export van hout uit het achterland. De stad werd in 1833 door de Fransen ingenomen en bleef verder achteruitgaan, totdat ze slechts een middelgrote havenstad werd, voornamelijk gericht op de export van lokale landbouwproducten. Aan het einde van de 19e eeuw kende ze opnieuw een zekere dynamiek.
Bij de onafhankelijkheid van het land in 1962 herwon Béjaïa een culturele rol. Als een grote Berbersprekende stad werd ze een centrum van de Berberse identiteitsbeweging. Daarnaast groeide ze geleidelijk uit tot een belangrijke haven, waarmee ze die van Algiers benaderde en die van Oran overtrof.
Met 177.988 inwoners volgens de laatste volkstelling van 2008 is Béjaïa de grootste stad van Kabylië en de "hoofdstad" van Klein-Kabylië. Dankzij haar geografische ligging is ze ook het belangrijkste industriële centrum van de regio, met een hoge concentratie aan industrieën en een van de grootste olie- en commerciële havens van de Middellandse Zee. De stad beschikt bovendien over een internationale luchthaven.

## Geboren
- Mourad Sahli (1967), politicus